# Herbst Glacier (glaciär i Antarktis)
Herbst Glacier är en glaciär i Antarktis. Den ligger i Västantarktis. Inget land gör anspråk på området. Herbst Glacier ligger 2 176 meter över havet.
Terrängen runt Herbst Glacier är varierad. Trakten är obefolkad. Det finns inga samhällen i närheten.